# Peter Ackroyd
Peter Ackroyd (* 5. října 1949, Londýn) je britský spisovatel.

## Životopis
Byl vychováván pouze matkou, otec je opustil krátce po Peterově narození. V pěti letech začal Peter číst noviny, v devíti napsal hru o Guy Fawkes.
Studoval angličtinu na Clare College v Cambridge a poté na Yale University.
Po ukončení studia pracoval v období 1973 až 1982 pro britské noviny The Spectator. V roce 1984 se stal členem Royal Society. V současnosti působí jako hlavní literární kritik Times a rozhlasový komentátor.

## Díla

### Fikce
- 1971 Ouch! (Poezie)
- 1973 London Lickpenny (Poezie)
- 1982 The Great Fire of London
- 1983 The Last Testament of Oscar Wilde
- 1985 Hawksmoor
- 1987 The Diversions of Purley and Other Poems (Poezie)
- 1987 Chatterton
- 1989 First Light
- 1992 English Music
- 1993 The House of Doctor Dee
- 1994 Dan Leno and the Limehouse Golem (také vydáno pod titulem The Trial of Elizabeth Cree)
- 1996 Milton in America
- 1999 The Plato Papers
- 2000 The Mystery of Charles Dickens
- 2003 The Clerkenwell Tales
- 2004 The Lambs of London
- 2006 The Fall of Troy
- 2008 The Casebook of Victor Frankenstein
- 2009 The Canterbury Tales – A Retelling
- 2010 The Death of King Arthur: The Immortal Legend – A Retelling
- 2013 Three Brothers